# Кине-Экзакта

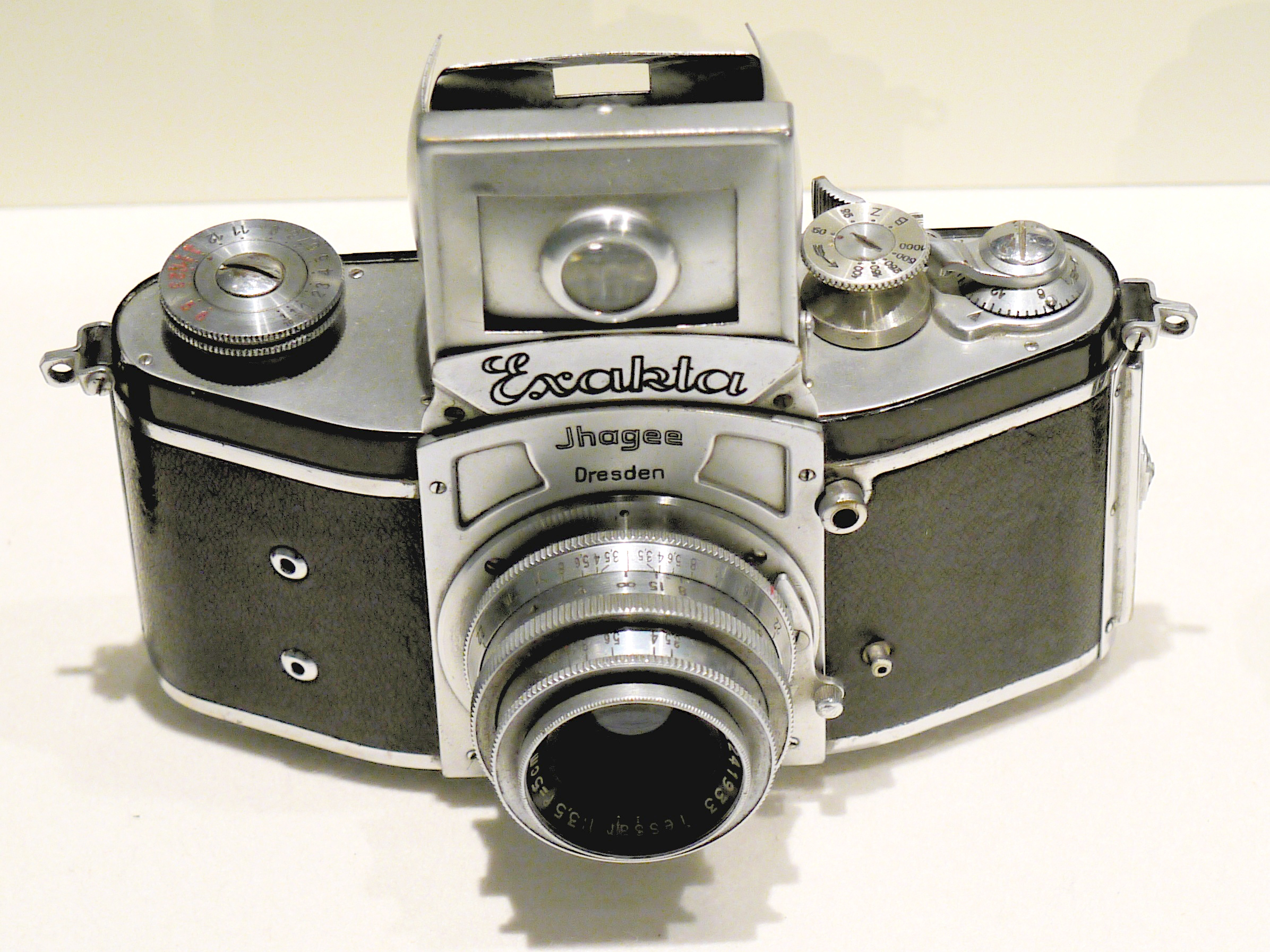
Фотоаппарат «Кине-Экзакта» первых выпусков

Кине-Экзакта (нем. Kine Exakta или Kine Exacta в экспортном исполнении) — первый в мире серийный малоформатный однообъективный зеркальный фотоаппарат, выпуск которого в Германии продолжался с перерывами с 1936 до 1949 года. Впервые камера представлена на Лейпцигской ярмарке в марте 1936 года. Двумя годами ранее в СССР был выпущен аналогичный фотоаппарат «Спорт», рассчитанный на такую же киноплёнку. Но его серийное производство было налажено лишь в 1937 году, было непродолжительным, и не привело к созданию полноценной фотосистемы. Однако, среди историков фотоаппаратостроения до сих пор не прекращается спор о приоритете одной из двух этих камер.

## Историческая справка
Название «Экзакта» до этого уже использовалось в зеркальных фотоаппаратах фирмы Ihagee, рассчитанных на рольфильм. Приставка «Кине» символизирует применение в качестве фотоматериала наиболее распространённой в профессиональном кинематографе 35-мм киноплёнки. Бурное развитие кинотехники и рост фотографического качества киноплёнки позволяли создавать компактные фотоаппараты, пригодные для репортажной съёмки в самых труднодоступных местах. После появления малоформатных дальномерных Leica и Contax популярность этого материала стремительно возросла, заставляя производителей фототехники конструировать аппаратуру малого формата. Глава конструкторской группы Ihagee Карл Нюхтерляйн (нем. Karl Nüchterlein) тоже не остался в стороне от всеобщей тенденции, и разработал малоформатную «Экзакту», положившую начало наиболее многочисленному классу фототехники.
Принцип однообъективного зеркального фотоаппарата был известен уже в XIX веке, но с трудом использовался в господствовавших крупноформатных камерах. Большой кадр подразумевал наличие подвижного зеркала таких же размеров, которое при быстром подъёме создавало сильную вибрацию, снижая резкость снимка. Кроме того, фокальным затворам в таких фотоаппаратах предпочитали более компактные центральные, что затрудняло использование сменной оптики. Маленький кадр «Экзакты» давал возможность свести тряску от миниатюрных затвора и зеркала к минимуму, реализуя главные преимущества зеркальной конструкции: использование сменных объективов любых фокусных расстояний при их точной фокусировке и беспараллаксном кадрировании. Сквозной визир позволял использовать камеру для сопряжения с любыми оптическими приборами и макросъёмки. В то же время, техника тех лет не позволяла избавиться от главных недостатков зеркального видоискателя даже при малом формате кадра. У «Кине-Экзакты» не было изобретённой значительно позже пентапризмы, что затрудняло визирование, возможное только под прямым углом через шахту. Кроме того, при диафрагмировании объектива изображение на матовом стекле затемнялось, затрудняя фокусировку.

## Технические особенности
Фотоаппарат «Кине-Экзакта» был оснащён фокальным затвором с выдержками от 1/1000 до 12 секунд. Зеркало, как и у всех зеркальных фотоаппаратов тех лет, опускалось в рабочее положение только при взведённом затворе. Видоискатель с плоско-выпуклой коллективной линзой обеспечивал сквозное визирование только при рабочем значении диафрагмы объектива. В закрытом состоянии складная светозащитная шахта блокировала спусковую кнопку. Кроме основного зеркального в шахту был встроен так называемый «спортивный» видоискатель рамочного типа. Для этого в передней стенке шахты открывался прямоугольный люк, служивший передней рамкой, а кадрирование производилось с уровня глаз, что было удобнее для репортажной съёмки. Фокусировка при этом могла производиться по метражной шкале или предварительно по матовому стеклу через лупу откидного люка. «Спортивный» видоискатель показывал приблизительные границы кадра для объектива 50 мм.

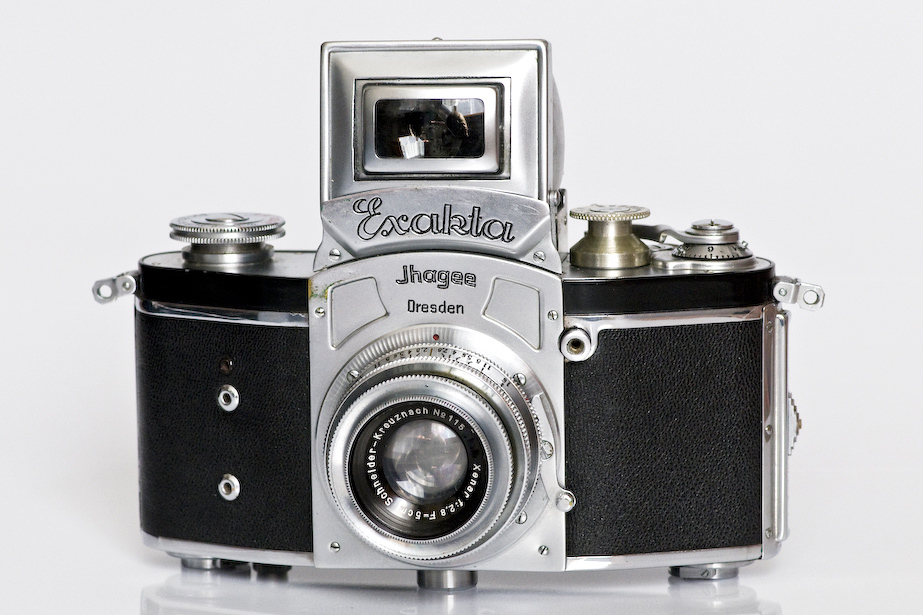
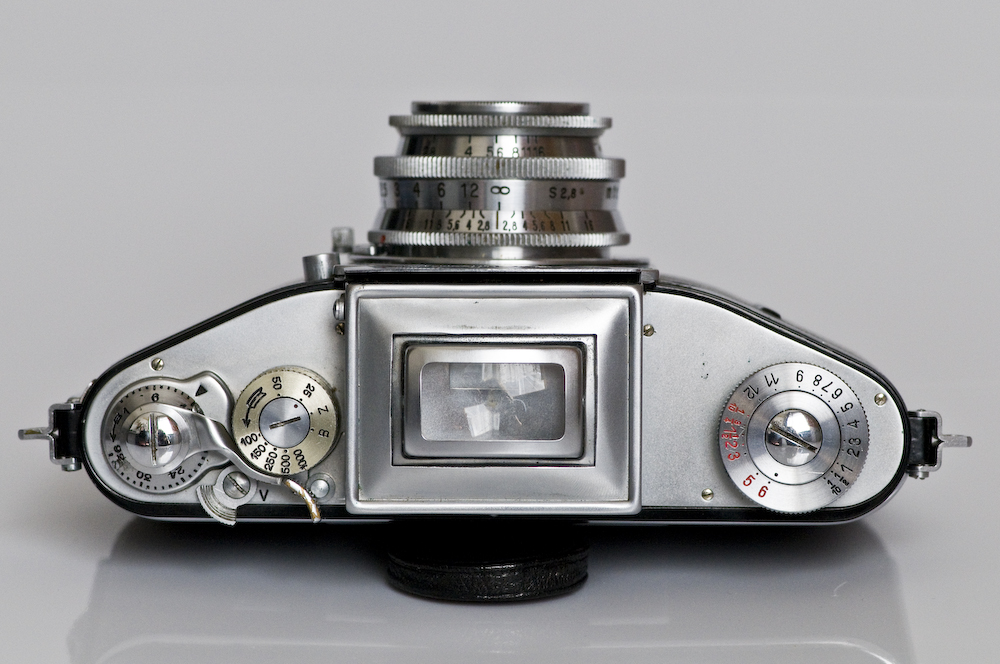
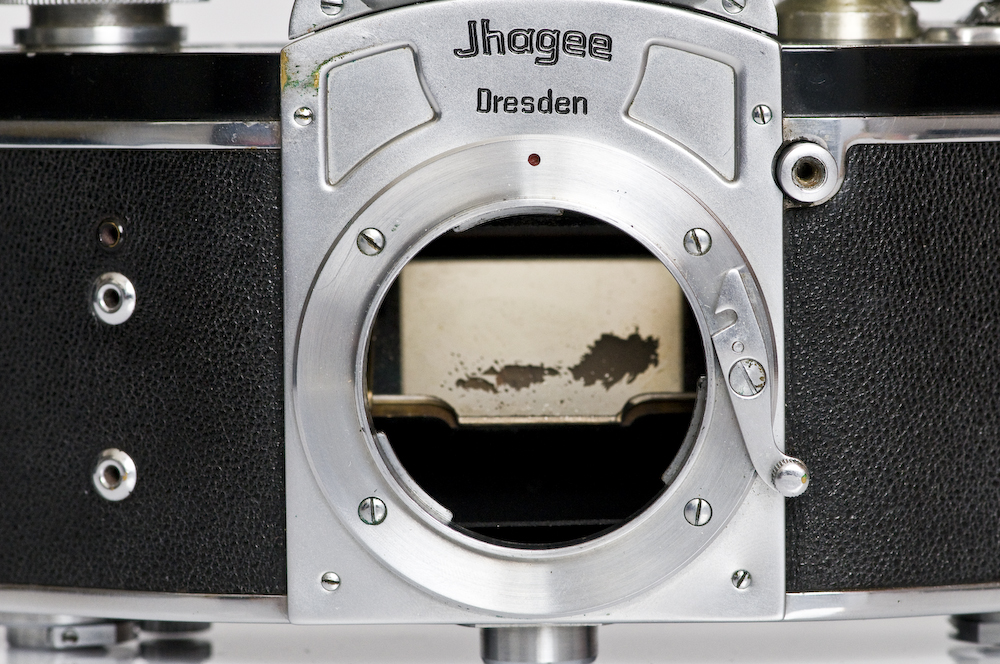
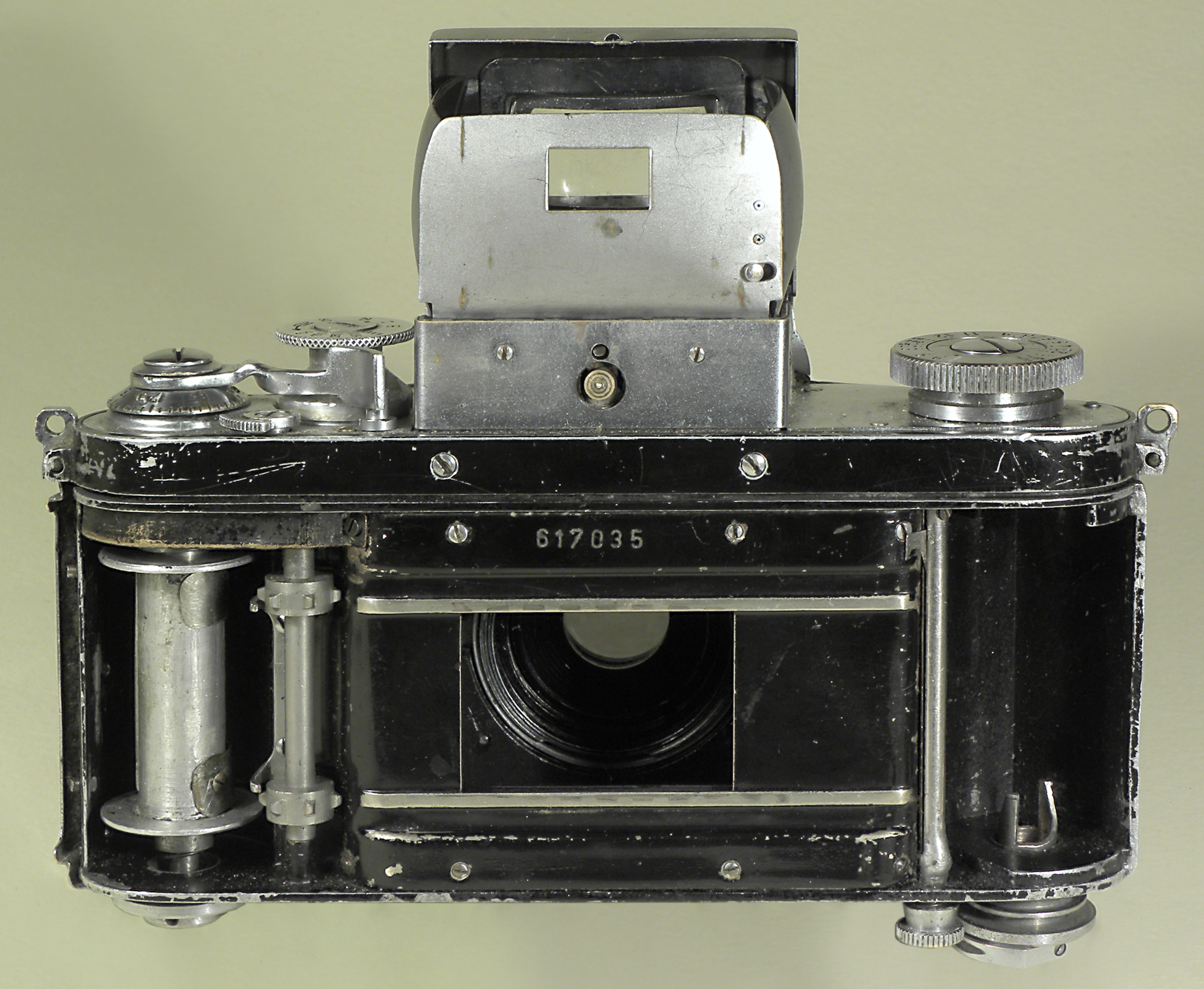
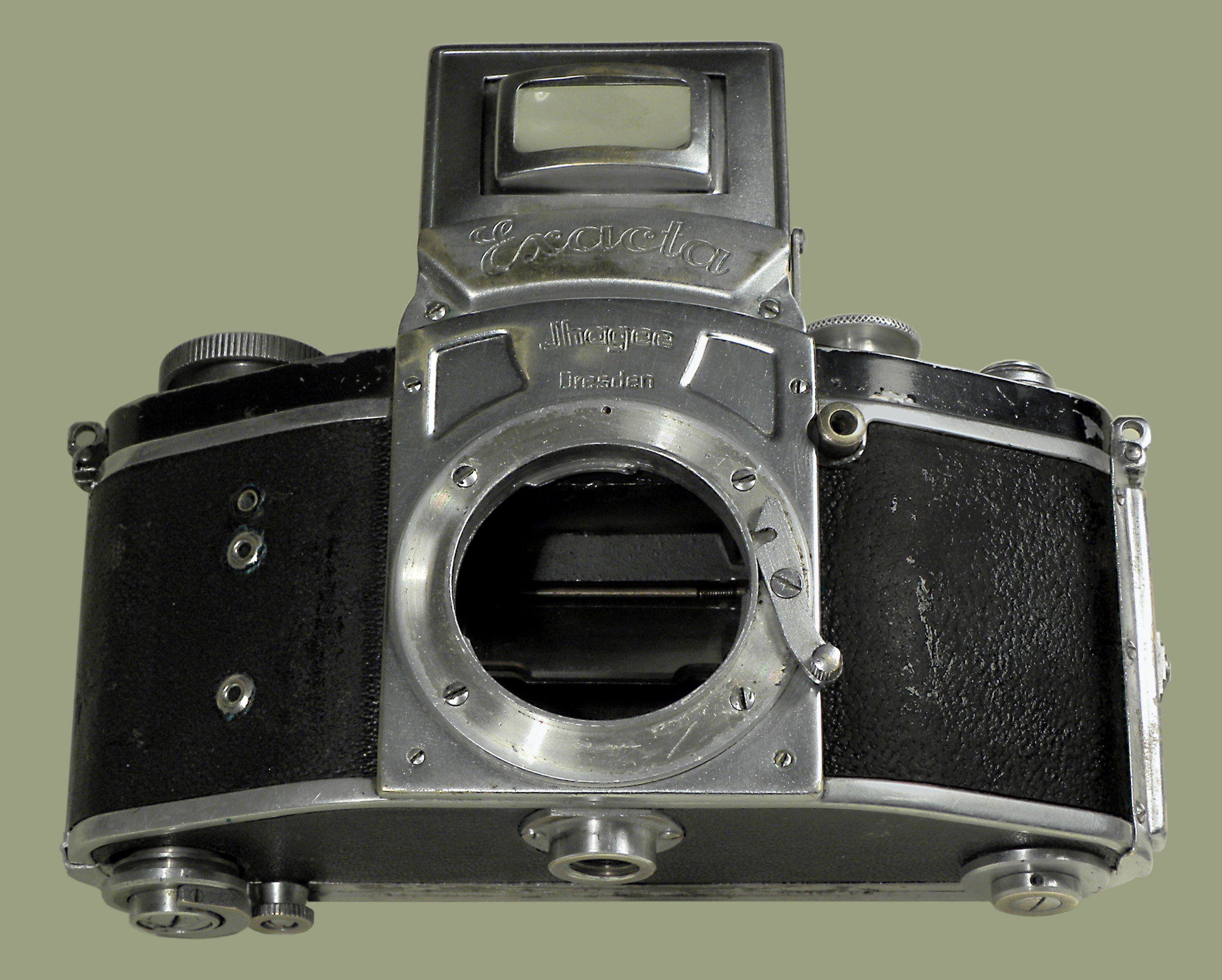

В качестве штатных использовались объективы Zeiss Tessar 50/2,8 или Zeiss Biotar 58/2,0. Крепление оптики производится с помощью байонета, специально разработанного для этой камеры, и впоследствии с небольшими усовершенствованиями использовавшегося во всех малоформатных «Экзактах», а также в фотоаппаратах Topcon. О техническом совершенстве «Кине-Экзакты» говорит тот факт, что оптику с таким креплением вскоре начали выпускать крупнейшие оптические концерны, включая Carl Zeiss, Schneider, Angenieux и Meyer-Optik. Транспортировка фотоплёнки производилась курком с большим ходом в 300°. При этом плёнка перемещалась в сторону, противоположную большинству современных малоформатных фотоаппаратов: справа налево, если смотреть со стороны фотографа. Использовалась двухкассетная зарядка, позволяющая вынимать для проявки отрезок плёнки любой длины. Для этого внутри корпуса предусмотрен нож.

## Модификации
За всю историю выпуска конструкция «Кине-Экзакты» практически не менялась. Известны пять вариантов этой камеры, отличающиеся лишь незначительными внешними деталями.
Самые первые экземпляры камеры легко отличить по круглой откидной лупе, встроенной в переднюю стенку шахты. Эта модификация считается большой коллекционной редкостью. Лупа второй версии имеет прямоугольную форму. Третий и четвёртый варианты отличаются другим написанием названия, в котором вместо «k» использована «c»: «Kine Exacta». Считается, что эти серии фотоаппаратов предназначались для экспорта в США и другие североамериканские страны. В четвёртой версии, в отличие от третьей, над двумя гнёздами синхроконтакта добавлено резьбовое отверстие для крепления шнура.
После начала Второй мировой войны мощности заводов Ihagee были перепрофилированы для нужд Вермахта и производство «Кине-Экзакты» приостановлено в 1940 году. Вновь её начали выпускать лишь восемь лет спустя. Этот вариант считается пятым и последним. Написание названия у него тоже экспортное: «Exacta». С задней крышки исчезло тиснение Ihagee, а в остальном камера почти не отличалась от довоенной. В том же 1948 году производство «Кине-Экзакты» прекращено в связи с выпуском новой модели «Exakta II».
| Версия «Кине-Экзакты» | Написание названия | Отличительные особенности                                                           |
| --------------------- | ------------------ | ----------------------------------------------------------------------------------- |
| I                     | Kine Exakta        | Круглая откидная лупа, встроенная в переднюю стенку шахты                           |
| II                    | Kine Exakta        | Прямоугольная откидная лупа, встроенная в переднюю стенку шахты                     |
| III                   | Kine Exacta        | Резьбовое отверстие для крепления шнура над гнездами синхроконтакта отсутствует     |
| IV                    | Kine Exacta        | Над двумя гнёздами синхроконтакта добавлено резьбовое отверстие для крепления шнура |
| V                     | Kine Exacta        | На задней крышке отсутствует тиснение «Ihagee»                                      |